# Трино
Трино (італ. Trino, п'єм. Trin) — муніципалітет в Італії, у регіоні П'ємонт, провінція Верчеллі.
Трино розташоване на відстані близько 500 км на північний захід від Рима, 50 км на схід від Турина, 16 км на південний захід від Верчеллі.
Населення — 7345 осіб (2014).
Щорічний фестиваль відбувається 24 серпня. Покровитель — святий Варфоломій.

## Демографія
Населення за роками:

Станом на 1 січня 2023 року в муніципалітеті офіційно проживали 874 іноземці з 39 країн, серед них 123 громадяни країн Євросоюзу та 8 громадян України.

## Сусідні муніципалітети
- Б'янце
- Каміно
- Костанцана
- Фонтанетто-По
- Ліворно-Феррарис
- Морано-суль-По
- Палаццоло-Верчеллезе
- Ронсекко
- Тричерро